# (6618) Jimsimons
(6618) Jimsimons est un astéroïde de la ceinture principale de la famille de Hungaria.

## Description
(6618) Jimsimons est un astéroïde de la ceinture principale, de la famille de Hungaria. Il présente une orbite caractérisée par un demi-grand axe de 1,87 UA, une excentricité de 0,04 et une inclinaison de 23,8° par rapport à l'écliptique. 
Il fut découvert par l'astronome américain Clyde W. Tombaugh.

## Compléments